# Vũ Hiệp Bình
Vũ Hiệp Bình (1953-2013), là một tướng lĩnh Quân đội nhân dân Việt Nam, quân hàm Thiếu tướng, nguyên Phó Chính ủy Bộ đội Biên phòng, Hội viên Hội Nhạc sĩ Việt Nam.

## Thân thế
Ông sinh ngày 5 tháng 7 năm 1953 tại Hải Phòng, quê quán Xã Văn Phong, huyện Cát Hải, thành phố Hải Phòng.
Ông nhập ngũ tháng 2 năm 1971, Ủy viên Thường vụ Đảng ủy Bộ đội Biên phòng

## Sự nghiệp
Tháng 1 năm 1974, ông được kết nạp vào Đảng Cộng sản Việt Nam và được tổ chức cử đi học Sĩ quan tại trường Sĩ quan Công an Nhân dân vũ trang,
Tháng 1 năm 1977, tốt nghiệp ra trường, phong quân hàm Thiếu úy, bổ nhiệm giữ chức Phó Đồn trưởng Đồn Công an Nhân dân vũ trang Hoành Mô, Quảng Ninh.
Tháng 9 năm 1977, ông là Trợ lý Văn hóa Văn nghệ trường Đại học Biên phòng, được thăng quân hàm Trung úy (9-1980); Thượng úy (11-1982).
Tháng 9 năm 1983, ông là Trợ lý phòng Tuyên huấn Cục Chính trị Bộ đội Biên phòng; được thăng quân hàm Đại úy (6-1985); Thiếu tá (8-1989).
Tháng 10 năm 1991, ông được bổ nhiệm giữ chức Phó Trưởng phòng Tuyên huấn Cục Chính trị Bộ đội Biên phòng; được thăng quân hàm Trung tá (8-1993).
Tháng 1 năm 1995, ông được bổ nhiệm giữ chức Trưởng phòng Tuyên huấn Cục Chính trị Bộ đội Biên phòng, Đảng ủy viên Đảng ủy Cục Chính trị.
Tháng 2 năm 1997, ông được điều động bổ nhiệm giữ chức Chủ nhiệm Chính trị Bộ đội Biên phòng tỉnh Sơn La; được thăng quân hàm Thượng tá (8-1997).
Tháng 12 năm 1997, ông được bổ nhiệm giữ chức Phó Chủ nhiệm Chính trị Bộ đội Biên phòng, được thăng quân hàm cấp Đại tá (9-2001). Đồng chí được Đại hội Đảng bộ Cục Chính trị bầu vào Đảng ủy viên Ban chấp hành Đảng bộ Cục Chính trị.
Tháng 12 năm 2002, ông được điều động bổ nhiệm giữ chức Phó chỉ huy trưởng về Chính trị, Bí thư Đảng ủy Bộ đội Biên phòng tỉnh Quảng Ninh.
Tháng 02 năm 2004, ông được điều động bổ nhiệm giữ chức Chủ nhiệm Chính trị Bộ đội Biên phòng. Đại hội Đảng bộ Bộ đội Biên phòng lần thứ XII, XIII, đồng chí được bầu vào Ban chấp hành Đảng bộ Bộ đội Biên phòng và Thường vụ Đảng ủy Bộ đội Biên phòng.
Tháng 2 năm 2007, ông được bổ nhiệm giữ chức Phó Chính ủy Bộ đội Biên phòng, đồng thời được Thủ tướng Chính phủ phong quân hàm Thiếu tướng.
Ngày 30 tháng 01 năm 2013, ông mất tại Bệnh viện Trung ương Quân đội 108 do bệnh hiểm nghèo.

## Lịch sử thụ phong quân hàm
Thiếu úy (1.1977), Trung úy (9.1980), Thượng úy (11.1982), Đại úy (6.1985)
Thiếu tá (8.1989), Trung tá (8.1993), Thượng tá (8.1997), Đại tá (9.2001)
Thiếu tướng (2.2007)

## Thành tích
Huân chương Quân công hạng Ba.
Huân chương Chiến công hạng Nhất.
Huy chương Kháng chiến chống Mỹ cứu nước hạng Nhì.
Huân chương Chiến sĩ vẻ vang hạng Nhất, Nhì, Ba.
Huy chương Quân kỳ Quyết thắng.
Kỷ niệm Chương vì sự nghiệp bảo vệ chủ quyền an ninh biên giới của Tổ quốc.
Kỷ niệm chương Vì sự nghiệp công tác tổ chức xây dựng Đảng.
Kỷ niệm chương Vì sự nghiệp công tác Dân vận của Đảng.
Kỷ niệm chương Vì sự nghiệp công tác Tư tưởng - Văn hóa.
Kỷ niệm chương Vì sự nghiệp giải phóng phụ nữ.
Kỷ niệm chương Vì thế hệ trẻ.
Giải thưởng Văn học - Nghệ thuật về đề tài Lực lượng Vũ trang và Chiến tranh Cách mạng.
2 giải thưởng của Hội Nhạc sĩ Việt Nam.
Huy hiệu 30 năm tuổi Đảng.